# Otmar von Verschuer
Otmar von Verschuer, född 16 juli 1896 i Richelsdorfer Hütte vid Kassel i Hessen-Nassau, död 8 augusti 1969 i Münster, var en tysk friherre, läkare, humangenetiker och tvillingforskare. Han var en ledande rashygieniker i Tredje riket. von Verschuer var direktor för Kaiser Wilhelm-institutet för antropologi, humangenetik och eugenik (Kaiser-Wilhelm-Institut für Anthropologie, menschliche Erblehre und Eugenik) i Berlin-Dahlem samt för Institutet för genetisk biologi och rashygien (Institut für Erbbiologie und Rassenhygiene) i Frankfurt am Main. Josef Mengele var en av von Verschuers doktorander.

## Biografi
Under första världskriget tjänstgjorde Verschuer som fanjunkare i ett infanteriregemente och stred på såväl väst- som östfronten. Han sårades vid tre tillfällen och dekorerades med Järnkorset av andra och första klassen samt Zähringer Löwenorden och Såradmärket i silver. Han avslutade kriget som Oberleutnant.

### Weimarrepubliken
År 1919 inledde Verschuer medicinstudier vid Philipps-Universität Marburg. Han anslöt sig till Studentenkorps Marburg (StuKoMa), ett frivilligförband, vilket anfördes av Bogislav von Selchow. I egenskap av dennes adjutant ledde Verschuer inom ramen för Kappkuppen i mars 1920 en bataljon i Thüringen. I Mechterstädt greps den 25 mars 1920 femton personer som misstänktes för att vara röda rebeller. De sköts ihjäl under ett förment flyktförsök. Denna händelse kom att benämnas "morden i Mechterstädt". Morden väckte hat och oro hos befolkningen och en rad studenter greps och ställdes inför militärdomstol. Rättegångarna slutade dock med frikännanden.
För Verschuer gjorde inblandningen i Kappkuppen och dess efterspel att han tvingades att lämna Marburg. Tillsammans med vännen Karl Diehl sökte han sig till Hamburgs universitet och därefter till Münchens universitet, där han avslutade sina studier. Vid sistnämnda universitet gick Verschuer med i Verein Deutscher Studenten. År 1922 var han verksam vid Freiburgs universitet, där han lärde känna sin blivande mentor Eugen Fischer. Påföljande år promoverades Verschuer till medicine doktor vid Münchens universitet.
Samma år kom Verschuer till Tübingens universitet som assistent till Wilhelm Weitz, som introducerade honom i genetisk-biologisk tvillingforskning. Verschuer habiliterade sig vid detta lärosäte 1927 med skriften Die vererbungsbiologische Zwillingsforschung och arbetade därefter som privatdocent. I oktober 1927 kom Verschuer till Kaiser-Wilhelm-Institut für Anthropologie, menschliche Erblehre und Eugenik (KWI-A) i Berlin-Dahlem, där han utsågs till avdelningschef för humangenetik. Tillsammans med Fischer och Hermann Muckermann höll han mer än 200 föredrag om rashygien. År 1928 publicerade han artikeln Sozialpolitik und Rassenhygiene, vilken utredde förhållandet mellan socialpolitik och rashygien och som byggde på den österrikiske filosofen och sociologen Othmar Spanns idéer.

### Tredje riket
Verschuer utnämndes 1933 till extraordinarie professor antropologi, humangenetik och eugenik vid Berlins universitet. I juni samma år förstatligades Gesellschaft für Rassenhygiene ("Sällskapet för rashygien") och Verschuer tvingades liksom de andra styrelseledamöterna att avgå. Inrikesminister Wilhelm Frick utsåg istället Ernst Rüdin till kommissionär för sällskapet. År 1933 ingick Verschuer tillsammans med Fischer och Fritz Lenz i en expertkommitté som hade i uppgift att formulera en steriliseringslag. Den 14 juli 1933 godkände Adolf Hitler Gesetz zur Verhütung erbkranken Nachwuchses, Lag för förebyggande av ärftligt sjuk avkomma.
År 1935 utnämndes Verschuer till direktor för forskningsinstitutet Universitäts-Institut für Erbbiologie und Rassenhygiene Frankfurt am Main vid Frankfurts universitet. I tidskriften Der Erbarzt skrev Verschuer 1935 bland annat:
| ” | Det tyska folkets Führer utgör den förste statsmannen som har upphöjt genetisk biologi och rashygien till ledande princip för ett lands styre. | „ |

Året därpå utnämndes Verschuer till professor vid Frankfurts universitet. Från 1936 till 1938 var SA-mannen Gerhart Stein en av Verschuers doktorander. Stein disputerade på en avhandling om zigenare, vilka han studerade i Zwangslager für Zigeuner i Berlin-Marzahn. Josef Mengele, som hade varit Verschuers doktorand sedan januari 1937, promoverades 1938 efter att ha lagt fram avhandlingen Sippenuntersuchungen bei Lippen-Kiefer-Gaumenspalte; han försökte i detta verk med statistik belägga ärftligheten beträffande läpp-, käk- och gomspalt.
Verschuer gick 1940 med i Nationalsocialistiska tyska arbetarepartiet (NSDAP). Två år senare efterträdde han Eugen Fischer som föreståndare för Kaiser-Wilhelm-Institut für Anthropologie, menschliche Erblehre und Eugenik. Han var därutöver sakkunnig vid forskningsavdelningen för judefrågor vid Amt Rosenberg. Verschuer var i mars 1941 gäst vid invigningen av Alfred Rosenbergs Institut zur Erforschung der Judenfrage i Frankfurt am Main. Två år senare utnämndes Verschuer till hedersprofessor vid Berlins universitet, där han blev ledamot av det vetenskapliga råd som inrättats av generalkommissarien för hälso- och sjukvårdsväsendet, Karl Brandt.
Med finansiering från Deutsche Forschungsgemeinschaft fortsatte Verschuer den humangenetiska forskning han hade inlett i Frankfurt. I detta stöddes han av Karl Brandt och rikshälsoledaren Leonardo Conti. I Berlin hade Verschuer sig underställda medarbetare som fick tillfälle att bedriva medicinsk och genetisk forskning i koncentrations- och förintelselägret Auschwitz. Forskningen inbegrep bland annat hur blodet reagerar på olika infektionssjukdomar. I Auschwitz infekterade Mengele interner med patogener och sände proverna till Verschuer i Berlin. En annan av Verschuers medarbetare var Karin Magnussen, som i sina studier i heterokromi av Mengele erhöll ögon från mördade interner i Auschwitz. I februari 1945 flyttades Kaiser-Wilhelm-Institut till Solz i Bebra, och senare till Frankfurt am Main.

### Efterkrigstiden
År 1946 dömdes Verschuer av en denazifieringsdomstol till 600 Reichsmark i böter som medlöpare. I en edlig utsaga den 10 maj 1946 angav Verschuer, att hans assistent Josef Mengele mot sin vilja hade blivit kommenderad till Auschwitz. Väl där hade Mengele vid upprepade tillfällen förgäves försökt bli förflyttad från lägertjänsten till fronten. Verschuer bedyrade, att Mengele hade försökt vara en läkare och hjälpare för sina patienter.
Verschuer var 1949 medgrundare till Akademie der Wissenschaften und der Literatur Mainz. Mellan 1951 och 1965 var han professor i genetik och chef för Institutet för humangenetik vid Münsters universitet. År 1952 blev han ordförande för Tyska sällskapet för antropologi. Verschuer avled 1969 i sviterna av en bilolycka året dessförinnan.

## Ledamotskap
- 1934: Ledamot av Deutsche Akademie der Naturforscher Leopoldina, Halle
- 1940: Ledamot av American Eugenics Society, New York
- 1943: Ledamot av Preußischen Akademie der Wissenschaften
- 1949: Ledamot av Akademie der Wissenschaften und der Literatur, Mainz
- 1949: Ledamot av American Society of Human Genetics
- 1953: Hedersledamot av Società Italiana Genetica
- 1953: Ledamot av Wissenschaftliche Beirat für Bevölkerungsstudien
- 1955: Hedersledamot av Anthropologischen Gesellschaft, Wien
- 1956: Hedersledamot av Japanska Sällskapet för Humangenetik
- 1959: Ledamot av Österreichischen Akademie der Wissenschaften, Wien
- 1961: Bland grundarna av The Mankind Quarterly, Edinburgh